# Natural Blues
Natural Blues is een nummer van de Amerikaanse elektronische muzikant Moby uit 2000. Het is de vijfde single van zijn vijfde studioalbum Play. Het nummer bevat samples uit "Troubled So Hard" van zangeres Vera Hall.
"Natural Blues" werd in Moby's thuisland de Verenigde Staten geen succes. Het werd wel een klein hitje in Europa. In de Nederlandse Top 40 haalde het een bescheiden 32e positie, en in Vlaanderen haalde het de 5e positie in de Tipparade.

## Showtek remix
Begin 2018 maakte het Nederlandse dj-duo Showtek een electrohouse-remix van het nummer. Deze wat meer uptempo versie werd een klein hitje in het Nederlandse taalgebied. In Nederland haalde het de 2e positie in de Tipparade en was daarmee iets minder succesvol dan het origineel uit 2000. In de Vlaamse Ultratop 50 haalde de remix van Showtek de 43e positie, en was daarmee in Vlaanderen wél succesvoller dan het origineel.